# Primera guerra remensa
La primera guerra remensa tuvo lugar en el Principado de Cataluña entre 1462 y 1472 coincidiendo con la guerra civil catalana, aunque constituyó una guerra específica. Fue una rebelión campesina protagonizada por los remensas que querían acabar con la servidumbre a la que les tenían sometidos sus señores feudales. Con la esperanza de que la monarquía les apoyara los remensas, al frente de los cuales estaba Francesc de Verntallat, se pusieron del lado del rey Juan II de Aragón en su enfrentamiento con las instituciones catalanas que se habían rebelado contra él. La guerra acabó con la victoria del bando realista pero esto no supuso el fin del pleito remensa porque Juan II no lo abordó ya que muchos señores feudales también habían defendido su causa. Al no haberse resuelto, en 1484 estalló la segunda guerra remensa, ya bajo el reinado del hijo de Juan II, Fernando II de Aragón.
Según Jaume Vicens Vives, «el conflicto remensa constituye la base social de la “época de las turbaciones” ―como fue denominada la guerra entre Juan II y parte de Cataluña―, y quizá es, asimismo, el motivo íntimo de la revuelta de las clases privilegiadas del Principado contra su soberano». Lo mismo opinaba el cabildo catedralicio de Gerona que al referirse a la guerra civil catalana que acababa de terminar afirmaba que había sido provocada por los hombres de remensa: «perque es vinguda en Cathalunya la guerra o rebellio» (‘porque es venida en Cataluña la guerra o rebelión’).

## Antecedentes
La monarquía comenzó a interesarse en el problema remensa y a contactar con su movimiento a partir de 1388 bajo el reinado de Juan I de Aragón. En ese año los remensas se dirigieron al monarca exponiéndole que «el tiempo de la servidumbre, o sea de pagar exorquia, intestia, cogucia y otros derechos ya había pasado». Será la reina María de Luna, esposa de Martín I el Humano, quien enjuiciará de forma más negativa la situación de los remensas recurriendo a expresiones como «servidumbre no debida de cristiano a cristiano y mucho menos honesta», «mácula de la patria» e «infamia de la nación catalana». Para intentar acabar con esta situación la reina escribió al papa Benedicto XIII al que pidió que otorgara una bula que pusiera fin a tan «pestíferas y reprobadas servidumbres» en los señoríos eclesiásticos, siendo transformadas en censos perpetuos a pagar por los campesinos beneficiados, pero la bula papal nunca fue promulgada. Según Jaume Vicens Vives, «el interés de la monarquía por la causa remensa respondía a razones de alto valor moral, a presiones e instancias de los propios payeses, y, finalmente, a su posición política frente a los señores jurisdiccionales».

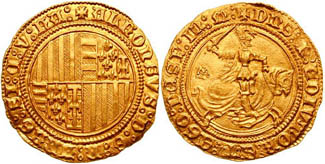
Ducado de oro de Alfonso el Magnánimo, acuñado en Nápoles.

Alfonso el Magnánimo continuó con la política filoremensa de la monarquía. Permitió la formación de un sindicato, el Gran Sindicato Remensa autorizado en julio de 1448, para que los campesinos pudieran reunirse para tratar la supresión de los malos usos y nombrar síndicos que los representaran, además de recaudar la cantidad de 100 000 florines que serían entregados al tesoro real ―un tall (derrama) de tres florines por cada ‘’mas’’―. Las reuniones se realizarían bajo la presidencia de un oficial real que daría cobertura legal a la asamblea y también garantizaría su seguridad. Esta decisión se produjo después de la visita que hicieron en mayo de ese año a la lugarteniente de Cataluña, la reina María, cuatro síndicos de los remensas de Gerona en la que le ofrecieron 60 000 florines por la intervención de la monarquía en su emancipación. Como ha destacado, Jaume Vicens Vives, la autorización del sindicato remensa fue una media «decisiva, puesto que por primera vez la Corona daba carácter legal a las reivindicaciones de los payeses» y «asimismo, ofrecía la posibilidad de encauzarlas pacíficamente».
La decisión de la Corona fue muy mal recibida por los señores que intentarán impedir las reuniones de los remensas y hacer fracasar la iniciativa de la monarquía de lograr una salida pacífica al conflicto, en lo que encontraron la plena colaboración de las instituciones catalanas que controlaban como la Diputación del General de Cataluña o Generalidad y el Consejo de Ciento de la ciudad de Barcelona ―Barcelona era propietaria de las baronías de Moncada, Tarrasa y Sabadell que poseían payesías remensas―. Los diputados de la Generalidad llegaron a afirmar que existía un plan remensa «detestable y diabólico» de ofrecer el Principado al rey de Francia o a Renato de Anjou si el rey Alfonso no satisfacía sus aspiraciones. Por su parte los remensas, que llegaron a integrar en su sindicato a unos 20 000 hogares, presentaron en 1450 un requerimiento a la Corona para que los liberara de la servidumbre y de los malos usos («demanant per aquella [la Corona] de la dita servitud e mals usos esser deslliurats»). Entonces los señores se aprestaron a defenderse «contra tan gran daño y perjuicio de todos».
En 1454 Alfonso el Magnánimo nombró nuevo lugarteniente de Cataluña a su hermano don Juan, rey de Navarra. Este continuó con la política filoremensa lo que le enfrentó con los señores laicos y eclesiásticos de la Cataluña vieja también representados en las Cortes. El 5 de octubre del año siguiente Alfonso el Magnánimo, probablemente aconsejado por su hermano, dictó desde Nápoles una sentencia interlocutoria por la que suspendía temporalmente la prestación de los malos usos y servidumbres, aunque sin llegar a resolver el fondo del asunto.
Juan II de Aragón siguió con la política filoremensa llevada a cabo por los soberanos anteriores incluso cuando se produjo el enfrentamiento con las instituciones catalanas en la revolución catalana de 1460-1461 y cuando tras la muerte del príncipe Carlos de Viana en septiembre de 1461 le sucedió al frente de la lugartenencia de Cataluña la reina Juana Enríquez en nombre del «primogénito» el príncipe Fernando. En diciembre de 1461 la reina Juana ordenaba a los señores, tanto laicos como eclesiásticos, que acataran las disposiciones que habían dejado en suspenso las prestaciones debidas por los malos usos, mientras que al mismo tiempo ordenaba a los remensas que hicieran efectivos los pagos que debían como arrendatarios de las tierras ya que muchos se negaban a hacerlo, justificándolo algunos de ellos con la proclama de que «cualquier oficial o persona que les exigiera censos, tascas u otro cualquier derecho correspondiente a vasallo deseaba mal al senyor rey».

## La guerra

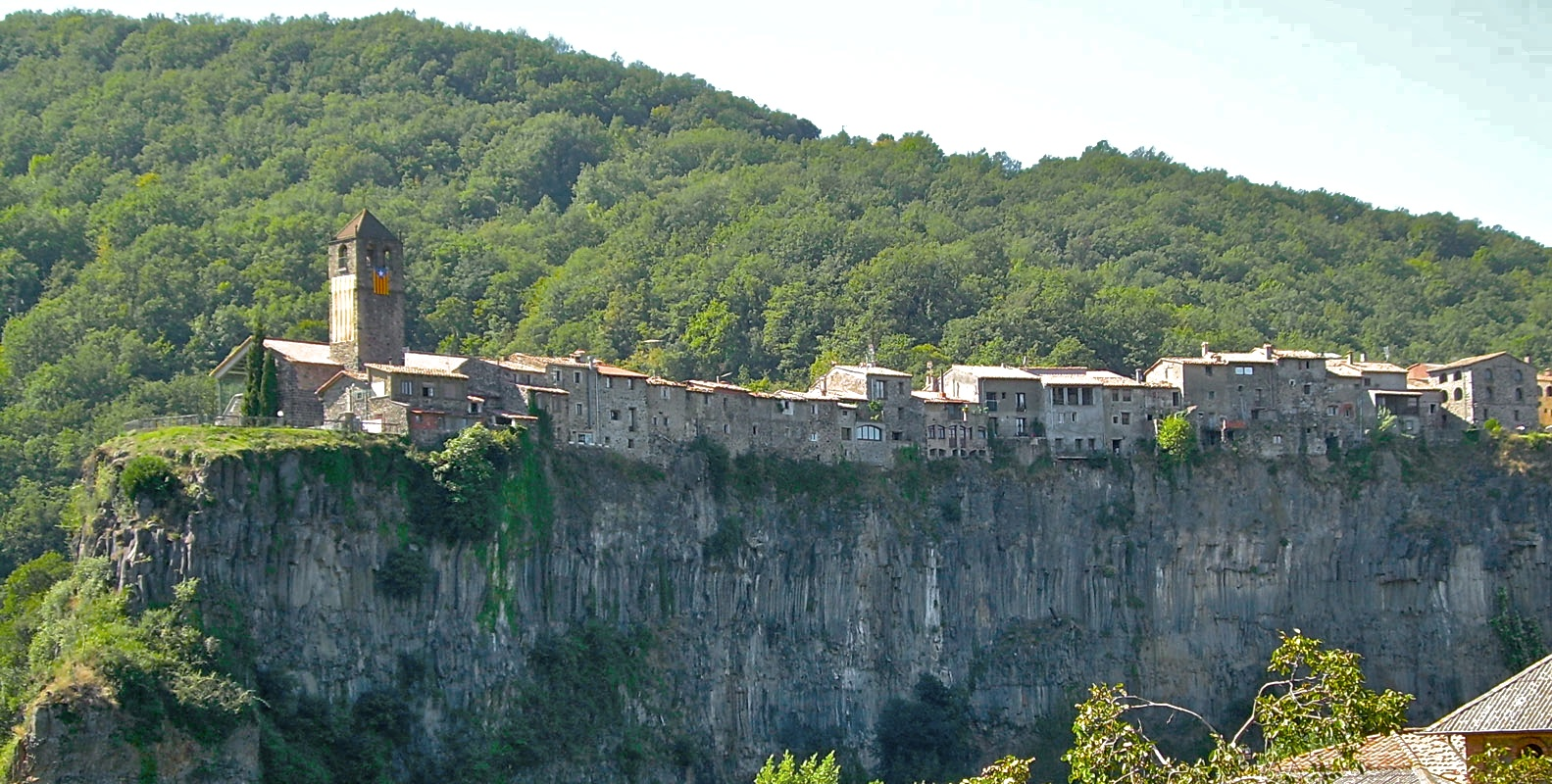
Castellfollit de la Roca, en la comarca de La Garrocha, escenario de la primera acción importante de los remensas sublevados (marzo de 1462).

La sublevación de los campesinos remensas comenzó en febrero de 1462. Su primera acción importante fue el ataque en marzo a Castellfollit de la Roca en la comarca de La Garrocha ―previamente habían obligado al veguer de Gerona a que les entregara un síndico remensa que tenía preso― y a continuación un nutrido grupo de remensas se dirigieron a Besalú para asegurar la libertad de los síndicos que iban a comparecer ante el tribunal de esa veguería. La rebelión había estallado porque los señores, aprovechando la recuperación de su posición de fuerza tras la firma de la Capitulación de Vilafranca, estaban intentando cobrar de nuevo los malos usos dejados en suspenso por la sentencia interlocutoria de Alfonso el Magnánimo de 1455.
En efecto, en los meses anteriores al inicio de la sublevación se habían producido altercados entre los señores y los payeses cuando aquellos se negaron a satisfacer las prestaciones y cargas que estos les exigían. Así algunos de los payeses más significados fueron detenidos o se les impusieron multas y se embargaron sus bienes. Como respuesta decenas de remensas ―en algunos casos varios centenares― se agruparon en bandas eventuales con el objetivo de liberar a los presos o de atacar a los procuradores o representantes de los señores, alegando que lo hacían en nombre del rey («fan aço per lo senyor rei», ‘hacen eso por el señor rey’, decían los jurados de Besalú).
Además de achacarla a la oposición de los remensas al intento de los señores de volver a cobrar las prestaciones de los malos usos aprovechando la ausencia forzada de Cataluña del rey Juan II en aplicación de la Capitulación de Vilafranca, Jaume Vicens Vives explica la rebelión situándola en el contexto del enfrentamiento entre las instituciones catalanas y el rey que «cercenó toda política de autoridad pública en el campo, envalentonó a los señores, exasperó a los remensas, sembró por doquier el recelo y la desconfianza en una solución que parecía ser objeto de mercadeos interesados, y condujo inevitablemente a la sedición y al conflicto… Así las cosas, a principios de 1462 la esperanza en una solución de carácter general, ya procedente de la Corona, ya de la Diputación, parece que se halla por completo desvanecida; por lo menos todo nos habla de actitudes de violencia y de desafío. Ambos bandos, señores y payeses, han derivado hacia posiciones maximalistas; aquéllos pretenden negar toda eficacia a las disposiciones de Alfonso V sobre los sindicatos de los remensas y la suspensión de las prestaciones por los malos usos, y quieren verse restablecidos, pura y simplemente, en el pleno goce de sus derechos; los payeses, por otro lado, no sólo intentan beneficiarse de los decretos otorgados por dicho monarca, sino que, además, incluyen en sus reivindicaciones todo censo o prestación, alegando que “eran malos usos” y no debían ser pagados, como comprendidos, asimismo, en aquellos decretos».

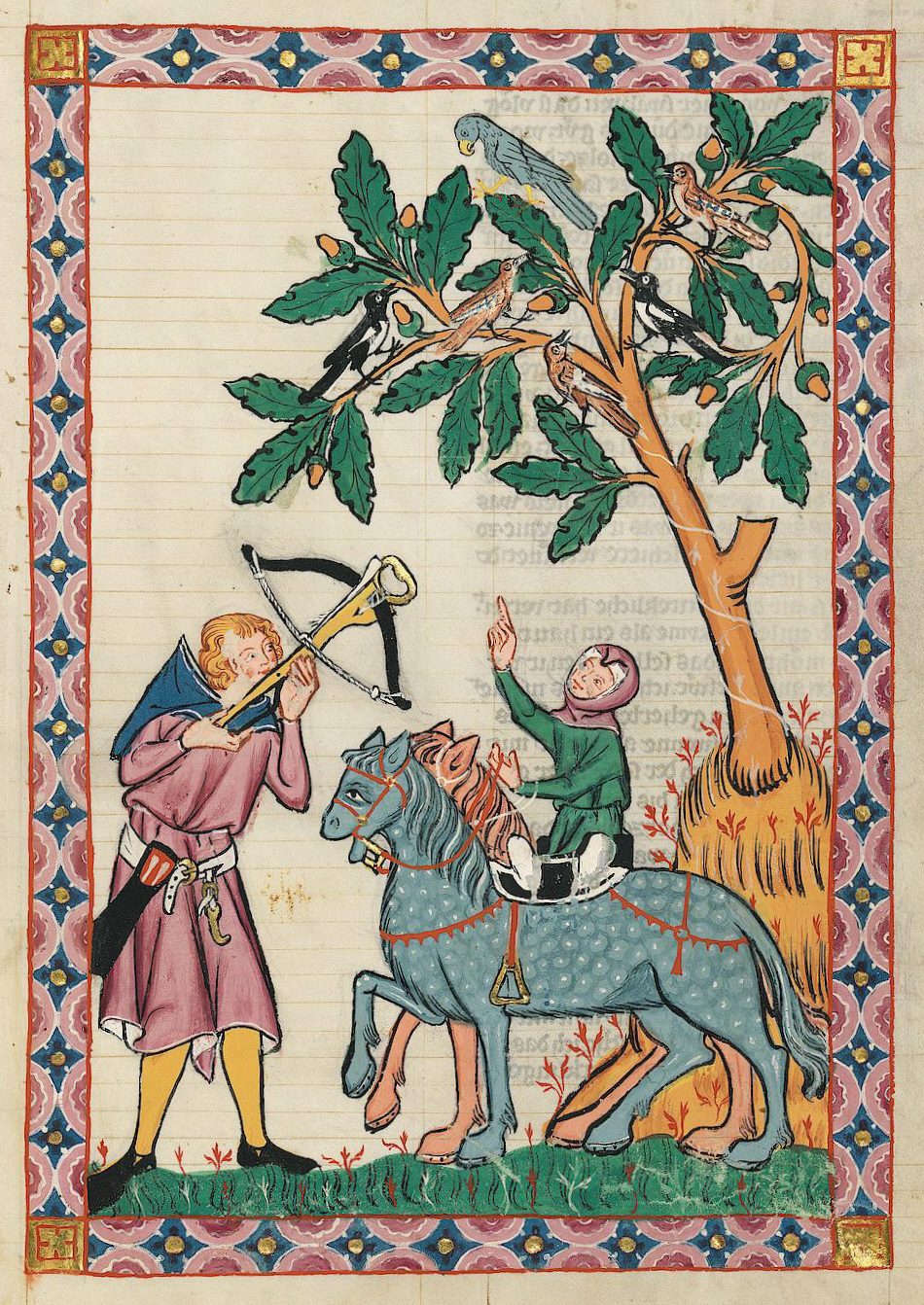
Caballero medieval cazando con una ballesta, el arma más utilizada por los remensas-

El centro de la rebelión fueron las comarcas prepirenaicas gerundenses de La Garrocha, Ripollés y el Pla de l'Estany ―desde los Pirineos al macizo del Montseny y desde el curso alto del río Ter al Ampurdán y depresión central de La Selva―. Eran un territorio agreste y montañoso habitado por unos 1830 hogares, es decir, unas 10 000 personas, lo que constituye el 10 % del censo global remensa, aunque a esa zona acudieron remensas de otras comarcas de la Cataluña Vieja. De forma espontánea se crearon bandas armadas integradas por 100, 200 y hasta 500 individuos provistos de lanzas y de ballestas. Sin embargo hubo remensas, como los del Ampurdán y los de Osona, que permanecieron fieles a las instituciones catalanas «rebeldes» cuando los remensas sublevados se aliaron con el rey Juan II de Aragón en el curso de la guerra civil catalana. Según Jaume Vicens Vives, las causas por las que estos remensas no se sumaron al bando realista son «muy complejas y no bien definidas». «Podemos alegar su mayor prosperidad» pero también que su «sentimiento favorable a la Diputación debió verse en gran manera estimulado por la invasión de los franceses en 1462, en los cuales el habitante de la frontera percibía, quizá confusamente, al extranjero y al rival en cien contiendas históricas, lo que le llevaba a colocarse bajo las banderas de las instituciones tradicionales».
La reacción de la lugarteniente de Cataluña Juana Enríquez a la sublevación fue ordenar a los jurados y a los oficiales reales de las comarcas de Gerona que actuaran contra los rebeldes y deshicieran las congregaciones remensas, aunque al mismo tiempo les ordenada que procuraran convencer a los señores para que no tomaran represalias contra ellos para asegurar así la paz de la región. Además reiteraba a los remensas el deber que tenían de pagar los censos como arrendatarios de las tierras, autorizando a los oficiales reales a que les obligaran a hacerlo. Estas disposiciones respondían a las instrucciones que había recibido del rey Juan II en las que desde Tudela le decía que «procediese con templança, assi con los señores… como con los remensa, persuadiéndolos que pagassen a los señores los derechos acostumbrados y que por entonces se sobreseyesse en pagar seys malos usos, hasta que con mayor deliberación se pudiesse entender en el conocimiento de ellos».
La reacción de la nobleza, de la jerarquía eclesiástica y de la oligarquía urbana que controlaban las instituciones catalanas fue muy diferente. Dirigidos por su facción más extremista encabezada por el conde de Pallars y el obispo de Vich, exigieron a la lugarteniente la revocación de la sentencia interlocutoria de Alfonso V de 1455 y la detención y castigo de los remensas rebeldes.
Las discrepancias entre la oligarquía nobiliaria y urbana y la lugarteniente fueron aumentando conforme iban llegando a Barcelona noticias más o menos verídicas sobre los alzamientos de los remensas en las comarcas de Gerona. Así, ante el clima cada vez más hostil que se encontró en una Barcelona dominada por la Biga y temiendo por la seguridad de su hijo el príncipe Fernando, la reina Juana Enríquez anunció el 23 de febrero de 1462 que partía para Gerona ―«una fortaleza bien defendida»― con el argumento de que iba a dirigir desde allí las operaciones contra los rebeldes remensas. Ante este anuncio y la noticia de que los remensas se preparaban para enviar una embajada a la corte para pedir la entrada del rey Juan II de Aragón en Cataluña (lo que estaba expresamente prohibido por la Capitulación de Vilafranca), el Consell del Principat, dominado ya por la facción antijuanista, decidió el 5 de marzo a propuesta del conde de Pallars ―por 35 votos contra 17― formar un ejército para acabar con la rebelión remensa y preservar los derechos de los señores ―decisión que fue ratificada tres días después por los diputados de la Generalidad―. Como ha destacado Vicens Vives, «tamaña medida era un verdadero reto de los elementos revolucionarios a la monarquía, una usurpación de preeminencias soberanas». La respuesta de la reina fue partir para Gerona a donde llegó hacia 15 de marzo. Allí ratificó sus órdenes de disolución de los grupos armados remensas y de que estos pagaran los censos y prestaciones no debidas a los malos usos, y para intentar conseguir que se cumplieran envió dos oficiales reales a la Montaña gerundense. Pero como estas disposiciones no acabaron con la rebelión la reina decidió intentar alcanzar una tregua para la que se puso en contacto con el líder remensa Francesc de Verntallat. Según Jaume Vicens Vives, Verntallat fue «el alma del movimiento remensa, y quien, con un innegable sentido del oportunismo, lo llevó al triunfo bajo Juan II y Fernando el Católico». Según César Alcalá, «con la intervención de Verntallat se consiguió formar compañías militares bien organizadas y disciplinadas».

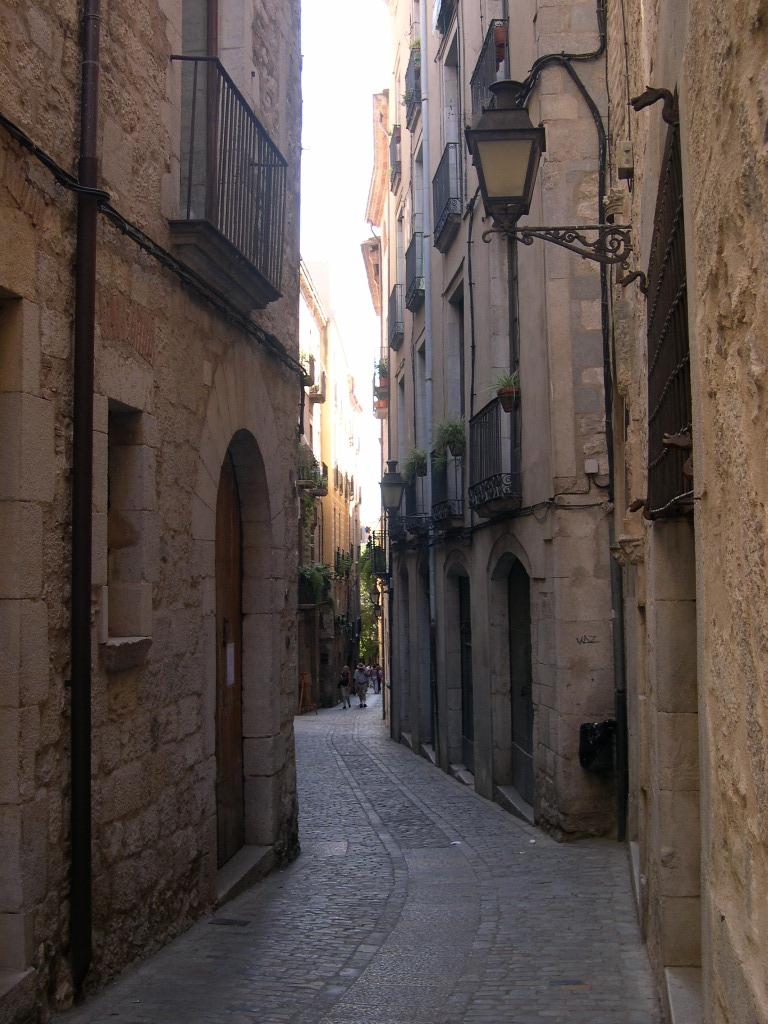
Calle de la Força en Gerona. En la Força Vella fue donde se refugiaron la reina Juana Enríquez y el «primogénito» don Fernando cuando entraron en Gerona las fuerzas de la Diputación del General de Cataluña.

Mientras tanto en Barcelona ―donde los enfrentamientos entre juanistas y antijuanistas eran cada vez más frecuentes― comenzó la recluta del ejército que debía acabar con la rebelión remensa y que también estaba dirigido contra todos los que «tratan contra la Capitulación», a lo que la reina desde Gerona manifestó su más firme oposición por haber usurpado una prerrogativa del lugarteniente de Cataluña, cargo que detentaba ella misma en nombre de su hijo el príncipe Fernando de nueve años de edad ―el 30 de abril la reina difundió un pregón por toda Cataluña (excepto en Barcelona cuyas autoridades no lo autorizaron) en el que se decía que el levantamiento de un ejército por parte de la Diputació del General era ilegal―. El Consell del Principat, a propuesta del obispo de Vich, le contestó declarando nulas sus decisiones, alegando que estaba mal informada y aconsejada. De esta forma, como ha señalado Vicens Vives, «la cuestión política se sobreponía a la social, y los remensas iban a verse forzados a inclinarse por el bando de uno de los dos futuros contrincantes».
El 23 de mayo de 1462 salió de Barcelona el grueso del ejército reclutado por la Diputación del General, a cuyo frente había nombrado al conde de Pallars, para dirigirse hacia Gerona con el propósito de acabar con la revuelta remensa, pero también con la finalidad de apoderarse de la reina y del «primogénito» el príncipe Fernando. Ante esta amenaza la reina había tomado diversas medidas entre las que destacó la de aliarse con los remensas que formaron un ejército a cuyo frente se situó Verntallat, como capitán real ―y el ejército remensa pasó a ser considerado parte el ejército real―. La forma de reclutar el ejército remensa era que de tres campesinos solo uno tomaba las armas mientras que los otros dos aportaban el dinero para su sostenimiento. De ahí el nombre de «la armada de tres hogares por hombre» con que se lo conoció. Su consigna fue «Monarquía, paz, justicia y concordia» y su propósito defender al rey para que pudiera dar «el derecho de la verdadera justicia a quien la tuviera» ―en esto los remensas no se apartaban de la estrategia que habían defendido hasta entonces, como ha señalado Vicens Vives: «el recurso al soberano ante la intransigencia señorial»―.
Para intentar romper la alianza entre los remensas de la Montaña y Juan II la Diputación del General de Cataluña hizo público a finales de mayo de 1462 un proyecto de concordia entre señores y remensas que no fue aceptado por estos últimos debido a su vaguedad ―la propuesta había sido elaborada por un grupo de señores―. También influyeron en su rechazo las drásticas medidas que tomó el conde de Pallars contra los remensas en su camino hacia Gerona ―en seis días ordenó la ejecución de doce remensas sin haber sido sometidos a juicio―.
Verntallat al mando de 300 hombres se dirigió desde la Montaña hacia Hostalrich, plaza estratégica situada entre Barcelona y Gerona, para cerrar el paso a las tropas de la Diputación, mientras que otro grupo de remensas, comandados por Jaime Molas, se dirigía a Gerona para defender la ciudadela de la Força Vella, donde se refugiarían la reina Juana, el príncipe Fernando y sus partidarios si las tropas del conde de Pallars lograban entrar en Gerona. Estos contingentes de remensas de la Montaña leales a Juan II pronto fueron conocidos como «verntallats», por el nombre de su capitán. Pero Verntallat fue derrotado cerca de Hostalric, que había sido tomada el 23 de mayo por una avanzadilla del ejército de la Diputación. Así que el conde de Pallars ya no encontró ningún obstáculo para plantarse a las puertas de Gerona. Finalmente sería un ejército francés al mando de Gastón IV de Foix quien liberaría a la reina y al «primogénito» del asedio de la Força Vella.

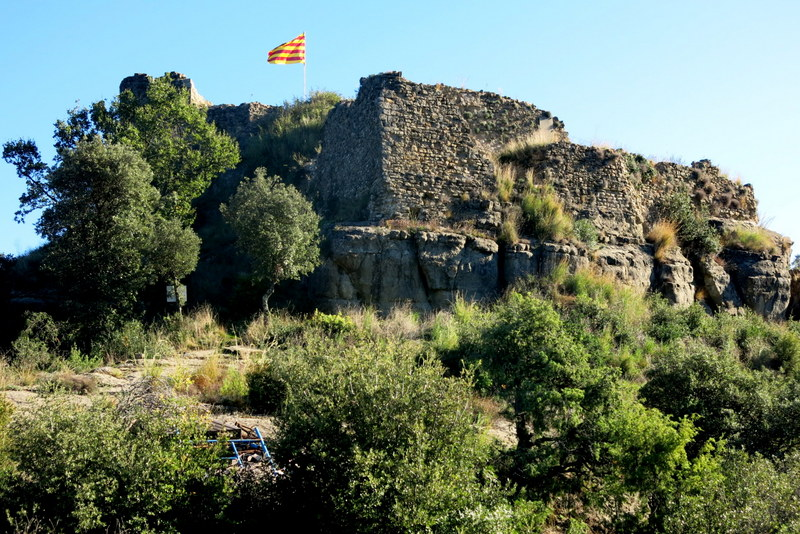
Castillo de Hostoles, del que se apoderaron los remensas en 1463, convirtiéndose a partir de entonces en uno de los centros vitales de la revuelta.

En 1463 los remensas al mando de Verntallat se apoderaron del castillo de Hostoles, convirtiéndose a partir de entonces en uno de los núcleos vitales de la revuelta.
Durante toda la guerra los remensas controlaron el área comprendida entre el Pirineo gerundense y el macizo del Montseny, haciéndose especialmente fuertes en el valle del alto Ter. Desde allí hostigaron las posiciones de la Generalidad en las comarcas del Ampurdán y La Selva. Las fuerzas de la Generalidad nunca se propusieron desalojarlos de La Muntanya de Gerona, que dominaron completamente durante los diez años de guerra, no solo por la capacidad disuasoria del ejército remensa sino también por el poco peso geoestratégico del área montañosa e interior que contralaban los remensas debido a que por allí no pasaba ninguna vía de comunicación importante ni contaba con ningún recurso económico fundamental. Sin embargo sí se llevaron a cabo expediciones, prácticamente una por cada año que duró la guerra, para combatir a las fuerzas de Verntallat.
En cuanto a la contribución del ejército de Verntallat al bando realista durante la guerra civil catalana, según Vicens Vives, «no puede exagerarse la importancia de la intervención de las huestes de Verntallat al lado de Juan II, y afirmar que la misma fue decisiva… pero, sin embargo, no debe olvidarse que se trata de un factor de positiva influencia en el curso de las operaciones militares en el Ampurdán, influencia que creemos poder concretar en los tres hechos siguientes: defensa de Gerona; amenaza constante contra las posiciones del General en el Ampurdán y La Selva, y garantía de los pasos de la Montaña para las tropas reales. En conjunto, el país dominado por los remensas fue un baluarte realista, de gran solidez, en el curso de toda la campaña».
Tras la conquista por las fuerzas realistas del Ampurdán hacia el final de la guerra, le fue entregado en diciembre de 1471 Olot a Verntallat como recompensa a su contribución a la victoria en la guerra y este inmediatamente decretó la abolición de los malos usos y otros derechos señoriales. Como ha señalado Vicens Vives, «el caudillo de la Montaña había cumplido su palabra, sin desmayar una sola vez, ni apartarse una línea de su propósito. Los remensas, asimismo, habían actuado como buenos soldados».

## Consecuencias

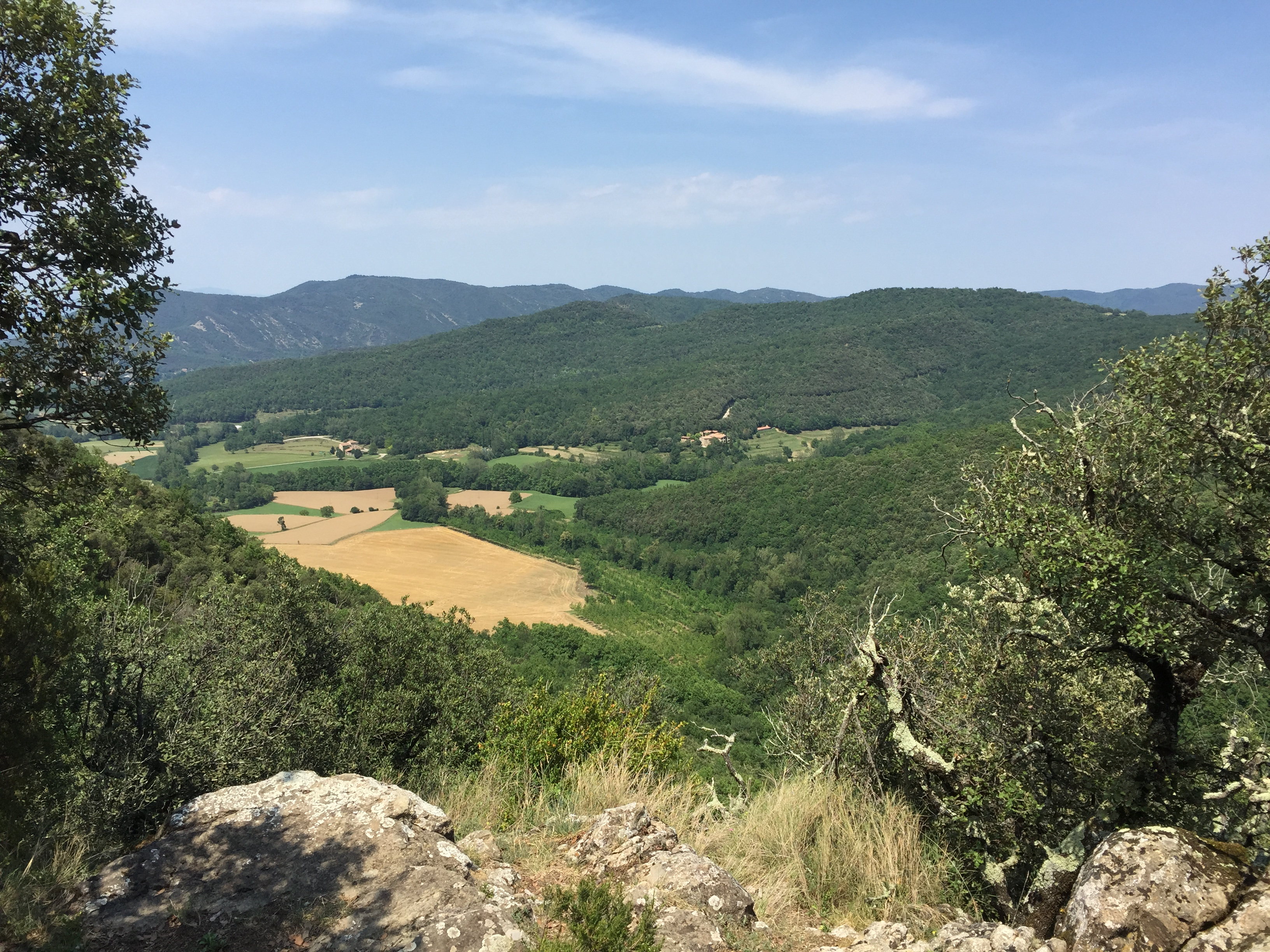
Vista panorámica del vizcondado de Bas, del que Francesc de Verntallat recibió de Juan II tierras que habían pertenecido a señores rebeldes.

Finalizada la guerra civil catalana, Juan II recompensó en 1474 al principal líder remensa Francesc de Verntallat por su apoyo con el título de vizconde d'Hostoles. Verntallat al principio de la guerra ya había recibido del rey los bienes de los señores rebeldes del vizcondado de Bas. Años más tarde, ya bajo el reinado de Fernando el Católico, Verntallat recibiría varias casas de la calle de Regomir de Barcelona. Por otro lado este mismo rey concedió en 1486 el título de generoso y privilegio militar a treinta remensas que habían participado en la defensa de Gerona, lo cual no suponía en absoluto, como ha destacado Vicens Vives, que Verntallat y los otros remensas renunciaran a sus aspiraciones de emancipación social.
Asimismo Juan II tomó las medidas necesarias para que los castillos y plazas fuertes que los remensas habían conquistado durante la guerra en su nombre les fueran devueltas a él o a sus señores. Así en 1473 obligó a Verntallat y a Pere Joan Sala a que cedieran el castillo de Finestres al señor de Sant Pau. Como ha señalado Vicens Vives, «la monarquía recelaba, con toda evidencia, de la posible utilización de estas defensas por los payeses con fines particulares».
El rey Juan II no quiso abordar la cuestión remensa —y tanto los campesinos como los señores quedaron a la expectativa— porque también habían combatido a su lado señores laicos y eclesiásticos algunos de los cuales tenían bajo su dominio campesinos remensas y estos señores estaban ansiosos por recuperar las rentas que obtenían de ellos. Sin embargo, mantuvo su posición anterior contraria a que los campesinos hicieran efectivas las prestaciones debidas por los malos usos pero cuando los remensas se negaron a realizar cualquier tipo de pago a sus señores intervino para obligarles a hacerlo. Fue lo que ocurrió en 1475 tras un pregón de Verntallat en el pueblo de Constantins en el que incitaba a los remensas a no hacer efectiva ningún tipo de prestación. El rey expidió inmediatamente una provisión en la que les conminaba a pagar «exceptuados los malos usos».
Tras la guerra el núcleo revolucionario remensa en la Montaña no desapareció por lo que la tensión social continuó, como se pudo comprobar en el conflicto que enfrentó en 1475 al obispado de Gerona con sus remensas, motivado por el acuerdo del cabildo catedralicio de Gerona, presidido por el obispo Joan Margarit, de reclamar a «sus» campesinos el pago de todos los derechos que les debían, no si antes culparles de la guerra que acababa de terminar («Que los hombres propios y de remensa, por quienes es venida en Cataluña la guerra o rebelión, tengan y sean tenidos cabrevar los homenajes y pagar los derechos que son tenidos y pagaban antes de la injusta demanda de libertades»). El conflicto estalló cuando un grupo de remensas comandados por Verntallat se apoderaron del castillo de Corsá alegando que el obispado de Gerona no había redimido a los habitantes de esa localidad a pesar de haber pagado 18 000 libras ―cantidad que el obispado tampoco estaba dispuesto a devolver―. Los «verntallasts» ocuparon el castillo durante tres semanas consiguiendo hacer frente a las huestes del obispo Margarit hasta que el rey Juan II decidió intervenir y envió un ejército al mando de su hijo natural Alfonso de Aragón para desalojar a los remensas de allí. De esta forma se abortó un «vasto movimiento subversivo» remensa, en palabras de Vicens Vives. Poco después el rey Juan II dictó una orden dirigida a Verntallat en la que le recordaba la obligación de pago de los censos y derechos debidos a los señores. Sin embargo, la tensión continuó y en los años siguientes volvieron a reproducirse los incidentes entre los remensas y sus señores. Bandas armadas remensas siguieron actuando por la región.